# Куди вів слід динозавра
«Куди вів слід динозавра» — радянський двосерійний телевізійний художній фільм режисера Маргарити Касимової, знятий на замовлення Держтелерадіо СРСР на кіностудії «Таджикфільм» у 1987 році. Телевізійна прем'єра фільму відбулася 2 травня 1988 року в Москві.

## Сюжет
Три хлопчики і дівчинка пішли в гори шукати динозавра, піддаючись різним пригодам шляху. В результаті загадкові сліди привели їх до шукачів скарбів на дні озера.

## В ролях
- Нігіна Мирзаянц — Дільбар
- Ірбек Алієв — Бако
- Прійт Рохумаа — Томас
- Хамза Бєрдиєв — Оріф
- Хабібулло Абдуразаков — Шахрулло
- Махамадалі Мухамадієв — Махмуд «Нептун»
- Бахтіяр Закіров — Бахтіяр
- Ісфандієр Гулямов — дідусь Бако

## Знімальна група
- Режисер: Маргарита Касимова
- Сценарист: Аркадій Ковтун
- Оператор: Олександр Шабашев
- Композитор: Фіруз Бахор